# Paraíso, canto trigésimo tercero
El canto trigésimo tercero del Paraíso del poeta florentino Dante Alighieri se desarrolla en el Empíreo, la sede de todos los beatos. Ocurre durante la medianoche 14 de abril de 1300, o según otros comentadores, la de 31 de marzo de 1300.
Se trata del último canto del La Divina Comedia. Concluye tras la oración a María, realizada por san Bernardo, con la visión de Dios, de la Trinidad y de la Encarnación.

## Temas y contenidos
- Oración de san Bernardo a la Virgen - versos 1-45.
- Visión de Dios y de la unidad del universo en Dios - versos 46-96.
- Misterios de la Trinidad y de la encarnación - versos 97-145.

## Síntesis

### La oración
El canto se abre con la oración que san Bernardo dirige a María. La introduce el último verso del canto precedente «Y comenzó esta oración santa», refiriéndose tanto a un rezo como a un discurso oratorio, por el tono alto y solemne. Se la puede dividir en dos partes. La primera es un canto de alabanza (versos 1-21), la segunda la oración en sí (versos 22-39), que comienza con una serie de oxímorones y de antítesis, es decir, yuxtaposiciones de palabras y conceptos con el significado opuesto, para subrayar cómo los elementos de la divinidad van más allá de las posibilidades de comprensión del intelecto humano: 

Oh virgen madre, hija de tu hijo,
humilde y alta más que otra criatura,
del consejo eternal término fijo,

tu ennobleciste a la humanal natura
hasta tan alto grado, que su autor
no ha desdeñado hacerse su factura.
vv.1-6

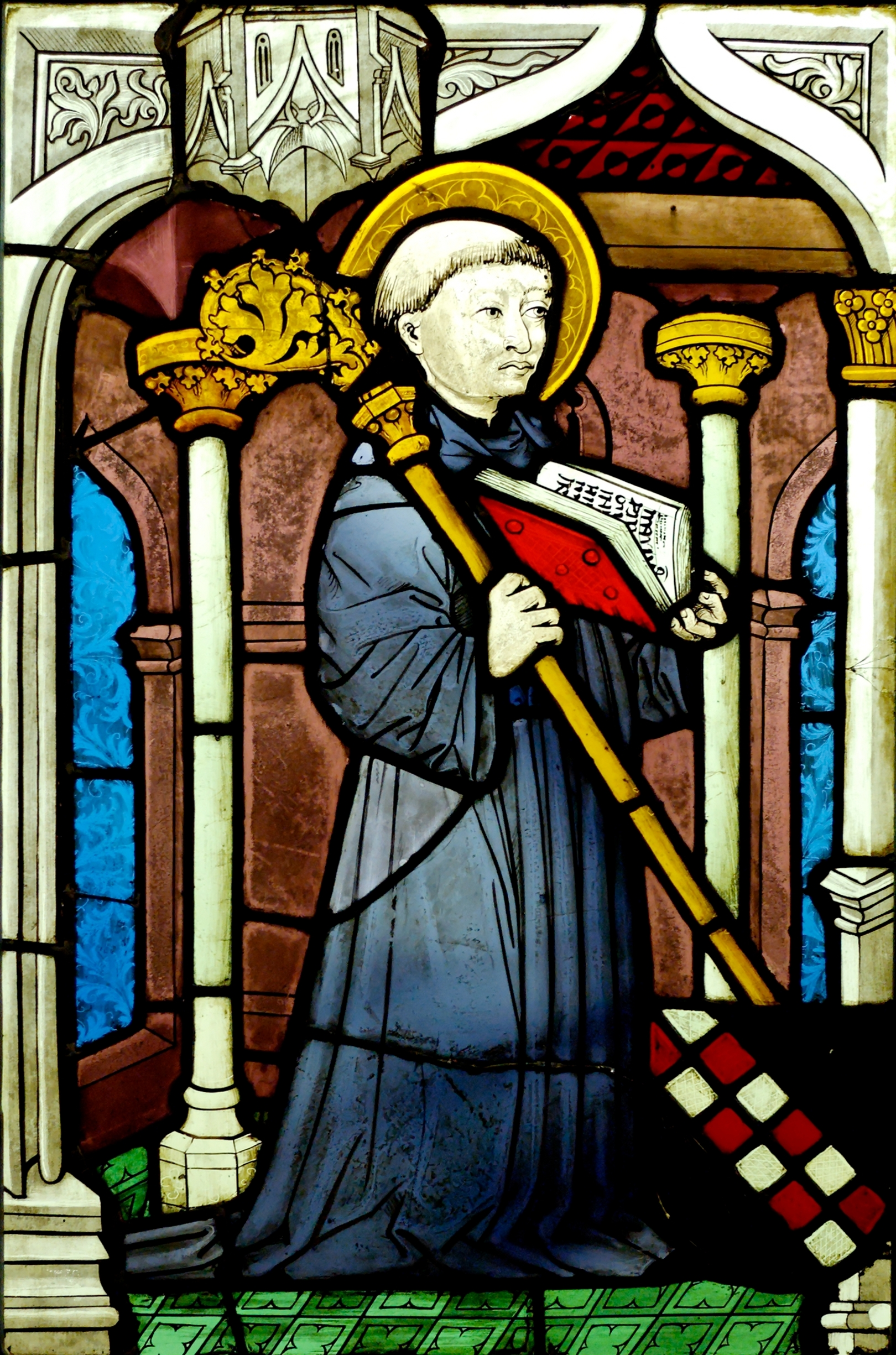
San Bernardo, un personaje clave en este canto.

"Vergine e madre, figlia del tuo Figlio, la più umile e grande fra tutte le creature, oggetto del decreto eterno di Dio, tu sei colei che nobilitasti tanto la natura umana che il suo Artefice non disdegnò di farsi propria creatura: nel tuo ventre si riaccese l'amore grazie al quale è fiorita questa rosa (la Candida Rosa donde se encuentran todos los beatos); qui in Paraíso sei per noi luminosa guida di caridad, e in tierra inesauribile fonte di esperanza. O Signora («donna», del latín domina, "padrona"), sei tanto grande e potente che chiunque voglia una grazia e non ricorra a te, desidera far volare il proprio desiderio senza ali: la tua bontà non solo soccorre chi prega, ma molte volte spontaneamente previene la richiesta; in te si concentra tutto ciò che di buono vi è nei mortali (misericordia, piedad, magnificencia e ogni virtud, introdotte dall'anáfora «in te ...»).
Ora costui, che dal più profondo dell'Infierno ha visto tutte le condizioni spirituali dopo la morte, ti supplica di ricevere dalla tua grazia la virtù necessaria a poter levare gli occhi all'ultima salvezza (a Dios); ed io, che per me stesso non arsi mai tanto di desiderio di quanto ora ardo per lui, ti porgo tutte le mie preghiere, sperando che siano sufficienti. Ti prego ancora, Regina, che puoi realizzare ciò che desideri, affinché dopo una simile visión tu conservi puri i suoi sentimenti: che la tua vigilanza vinca le passioni umane! Vedi come Beatriz, e così tanti beati, per la mia preghiera congiungono le mani!".
Los ojos amados y venerados por Dios (los de la Virgen), posándose en el orador, mostraban lo bien que aceptaban sus devotos rezos: entonces se elevaron a la luz eterna, con una mirada que ninguna criatura puede igualar en pureza.
San Bernardo de Claraval, autor de varias obras teológicas, fue escogido por Dante como su intermediario porque fue el más importante exponente místico del siglo XII , amén de uno de los principales promotores del culto a la Virgen. de hecho, había exaltado su función como mediadora entre Dios y la humanidad, valorizada por la experiencia de la maternidad.

## Otros proyectos
- Textos originales en Wikisource.

- Datos: Q3895050
- Multimedia: Paradiso Canto 33 / Q3895050